# Chlorophytum viridescens
Chlorophytum viridescens är en sparrisväxtart som beskrevs av Adolf Engler. Chlorophytum viridescens ingår i släktet ampelliljor, och familjen sparrisväxter. Inga underarter finns listade i Catalogue of Life.